# San-Pédro
San-Pédro es una ciudad de Costa de Marfil. Es la capital de la región de San-Pédro y del distrito de Bas-Sassandra.
Con más de 130 000 habitantes, incluye el segundo puerto marítimo del país. Además es conocido por su vida nocturna y sus playas.

## Contexto
Muy desarrollado en la década de 1960, la pesca y el cemento son sus industrias más importantes.